# Sakya
Sakya är en av de fyra skolorna inom den tibetanska buddhismen och den räknas till "röda hatt-riktningarna" tillsammans med skolorna Kagyü och Nyingma. Skolans namn (tibetanska: ས་སྐྱ་, Wylie: Sa skya) betyder "blek jord" och har sitt upphov i det bergslandskap utanför Shigatse, där Sakya-klostret är beläget.
Skolan utvecklades under den andra perioden av översättningar av den buddhistiska litteraturen till tibetanska under det sena 1000-talet. Den grundades av Konchog Gyalpo (1034-1102), som tillhörde khon-klanen. 
I flera århundraden har nästan alla inkarnerade lamor i Sakya-traditionen kommit från i två grenar av Khön-familjen. Denna familj har en stamtavla som går tillbaka till den första perioden av buddhistiska översättningar i Tibet under 700- och 800-talen. En förfader var lärjunge till den store tantriske mästaren Padmasambhava och var bland annat en av de första sju tibetanerna som vigdes till munkar i klostret Samyeling.
Sakya-skolan hade en stor betydelse under Yuandynastin då Kublai Khan utsåg Sakya-abboten Drogön Chögyal Phagpa till vicekung över Tibet. Hans efterföljare styre därefter Tibet under de återstående 75 år som dynastin varade. Efter Mongolväldets fall förlorade Sakya sin maktposition i Tibet och trängdes så småningom ut av Gelug-skolan.